# Der kleine häßliche Vogel
Der kleine häßliche Vogel ist ein Kinderbuch von Werner Heiduczek. Die zum Teil großformatigen Bilder steuerte Wolfgang Würfel bei. Die Erstauflage erschien 1973 im Kinderbuchverlag Berlin.

## Inhalt
Ein kleiner Vogel wird aufgrund seiner Hässlichkeit von den anderen Vögeln geschnitten. Ihm bleibt nur ein verdorrter Baum als Rückzugsort. Zu singen wagt er sich nicht, und so ist sein Tag von Trauer ausgefüllt. In der Nacht aber, wenn die anderen Vögel schlafen, singt er leise vor sich hin, darauf bedacht, niemanden zu wecken. Die Gräser unter dem Baum und die Sterne über ihm können ihn allerdings hören und sind entzückt. Der Mond ahnt nicht, woher der schöne Gesang kommt und vermutet einen besonders schönen Vogel. Den Vogel spornt das Lob des Mondes noch einmal an. Der Mond schwärmt der Sonne von den wunderbaren nächtlichen Tönen vor, sodass diese im wahrsten Sinne des Wortes todtraurig wird, weil sie keine Chance hat, den Gesang auch zu genießen. Daraufhin verbreitet sich die düstere Stimmung in der ganzen Welt. Damit die Sonne wieder fröhlich strahlt, verspricht ein Habicht, den Sangeskünstler durch ein großangelegtes Vorsingen ausfindig zu machen. Als das Versprechen zu scheitern droht und ein Adler seine Wut an dem Habicht auslassen will, bittet der Habicht um Aufschub. Im letzten Moment lässt er noch den hässlichen Vogel sein Lied vortragen, da sowieso schon alles verloren scheint. Doch da hellt sich alles auf und jeder ist glücklich, inklusive des „wirklich“ hässlichen Vogels.

## Hintergrund
Seinen 1968 erschienenen Roman Abschied von den Engeln durch die Zensur zu bringen, hatte Heiduczek viel Mühe gekostet. Die DDR-Verlage scheuten daraufhin, neue Werke des Autors zu verlegen. Heiduczek wechselte konsterniert das Genre und schrieb die märchenhafte Geschichte vom abartigen und ausgestoßenen Vogel, als der er sich selbst fühlte. Und so war die Ausgangsidee mehr an die Gesellschaft als an Kinder adressiert. Hinzu kam, dass er den Begriff „Kinderliteratur“ möglichst vermied, weil diesem der „Geruch von Zweitrangigkeit“ innewohnen würde. Trotz alledem: Da es sich nun einmal um ein Märchen handelte, schien der Kinderbuchverlag in Berlin der geeignete Verlag zu sein. Dorthin schickte er 1971 das Manuskript, doch wieder wurde die Einreichung zurückgewiesen.
Zwei Jahre lang erhielt das Buch keine Druckgenehmigung, weil nach Lesart der Zensurbehörde der Individualismus gegen den Kollektivgeist ausgespielt werde. Insbesondere der Schlusssatz – Wortlaut: „Er war wirklich ein häßlicher Vogel“ – stieß den selbsternannten Bewahrern der sozialistischen Idee als Staatsdoktrin übel auf. Er gehöre unbedingt zur Moral der Geschichte, verteidigte Heiduczek den Satz; er unterstreiche das Anliegen, dass „man niemanden nach seinem Äußeren beurteilen darf“. Dieser „Streitsatz“ habe ihn, nachdem die Ausarbeitung der Handlung abgeschlossen war, viel Überlegung gekostet – schließlich habe er keine Variante des Märchens vom Hässlichen Entlein schreiben wollen. Kollegen wie Benno Pludra ermutigten ihn, das Ringen um die ursprüngliche Fassung durchzustehen. Tatsächlich konnte das Buch 1973 ohne Eingriff seitens der Kulturfunktionäre erscheinen. Bis zum Ende der DDR erlebte es zehn Auflagen mit 100.000 Exemplaren. In mehreren Ländern kamen Lizenzausgaben auf den Markt (die bundesdeutsche und die finnische schon 1974).
Heiduczek glaubte an die Zeitlosigkeit seiner Märchen, und deren philosophische Grundgedanken. Er betonte: „Märchen kennen keine Grenzen, nicht die der Geografie und nicht die der Ideologie, sie erzählen immer zuerst Existentielles.“ Das typische Märchen sei eine „tröstende Lüge“. Die Ausgangslage, verdeutlicht er, sei eine existentielle (z. B. Wolf frisst Geißlein) oder zumindest missliche (eine ungerechte Familienkonstellation oder ein Unglück) oder eine den weiteren Lebensweg bestimmende (z. B. Partnersuche). In der Realität gehe es oft schlimm aus, aber die klassischen Märchen würden stets ein gutes Ende formulieren. In Heiduczeks Märchen ist jedoch kein Happy End zwingend.

## Illustration
Nachdem Elizabeth Shaw mit der Begründung, keine hässlichen Vögel malen zu können, abgelehnt hatte, illustrierte das Buch im A4-Format der Berliner Grafiker Wolfgang Würfel mit zum Teil sich über die Doppelseite erstreckenden Ölgrafiken. Er hatte bereits 1971 eine Erzählung von Heiduczek für Erwachsene illustriert.
In der zeitnahen Rezension der in Rostock erscheinenden Ostsee-Zeitung heißt es, Wolfgang Würfel habe „phantastische, bunte Bilder zu dieser einfachen Geschichte voller Philosophie und Poesie gemacht“. Bestimmt habe es ihm der kleine Vogel so angetan, dass er sich nicht entschließen konnte, ihn vollends abstoßend zu malen. So wirke er in seiner proportional verzerrten Darstellung „von vorherein eher rührend – hilflos“.

## Rezeption
Der mit Kürzel zeichnende Rezensent der Ostsee-Zeitung stellte 1973 fest, dass keine Verwandlung zum Pfau nötig war, um des Außenseiters Schönheit der „tiefere[n] Art“ hervorzukehren. Die Anerkennung durch die Vogel-Population mache den kleinen Vogel erstmals glücklich und niemand nehme ihn mehr als hässlich wahr. Heiduczeks Geschichte überzeuge „durch ihre konsequente Geschlossenheit, durch die kunstvolle Ausführung des Themas“. 1992 schrieb Bernd Melzer in derselben Zeitung allgemein zu Heiduczeks Märchen: „Manches freilich wünschte man sich etwas weniger betulich, anderes vielleicht lustiger.“ Christel Berger fand 1996 im Neuen Deutschland die Vogel-Geschichte „wunderschön“.
Die von Konrad Reich und Elmar Faber herausgegebene Neuausgabe von 2006 beschreibt die beiden enthaltenen Märchen als „lustig-traurige und lehrreiche Geschichten über Urteile und Fehlurteile aus dem Tierleben, die jederzeit die Menschenwelt betreffen könnten.“

## Ausgaben und Adaptionen
- Der kleine häßliche Vogel. Eine Bilderbucherzählung von Werner Heiduczek mit Illustrationen von Wolfgang Würfel. Der Kinderbuchverlag, Berlin 1973, ISBN 3-358-00228-4. (Erstausgabe, weitere Auflagen 1974, 1975, 1976, 1978, 1981, 1983, 1987)
- Der kleine häßliche Vogel. Eine Bilderbucherzählung von Werner Heiduczek mit Illustrationen von Wolfgang Würfel. Dausien, Hanau/M. 1974, ISBN 3-7684-3437-0. (Lizenzausgabe)
- Der kleine häßliche Vogel / Vom Hahn, der auszog, Hofmarschall zu werden Zwei Bilderbucherzählungen (= Unsere Kinderbuchklassiker; Band 7). Faber und Faber, Leipzig 2006, ISBN 3-86730-006-2. (unveränderte Neuausgabe mit beigefügter zweiter Geschichte)
- Eberhard Wenzel: Der kleine hässliche Vogel. Für Kinderchor, Sprecher und Instrumente. Nach Worten von Werner Heiduczek (= Edition Merseburger; 1708. Wir singen und spielen; 8). Verlag Merseburger Berlin, Kassel 1979.
- Rainer Hrasky: Der kleine hässliche Vogel. Ein musikalisches Märchen. Für Orgel und Erzähler nach dem gleichnamigen Kinderbuch von Werner Heiduczek (= Tiere in der Orgelmusik; Band 7). J. Butz Musikverlag, Bonn 2010.
- Helga Koster: Der kleine hässliche Vogel, der so schön sang. Ein Märchen. Grafik und Illustrationen: Tanja Endres-Klemm. Edition Solitär, Saarbrücken 2008, ISBN 978-3-938889-68-8.

### Hörspielbearbeitung
- 1989: Der kleine hässliche Vogel – Funkbearbeitung: Werner Heiduczek; Regie: Norbert Speer (Rundfunk der DDR; Erstsendung: 20. August 1989 bei Radio DDR I, Länge: 17:02 Minuten)[11]